# Försvaret av kinesiska muren
Försvaret av kinesiska muren eller Operation Nekka var en serie slag längs kinesiska muren i början av 1933 som en del av japanska invasionen av Manchuriet och även var en del i upptrappningen till Andra kinesisk-japanska kriget
Japan ville skaffa sig en buffertzon genom att erövra provinsen Jehol (Rehe 热河). 1 januari 1933 anföll Japan kinesiska murens östra slut vid Shanhaiguan som var besegrad 3 januari. 21 februari attackerades sedan Jehol. Under våren stod sedan flera slag längs den kinesiska muren och i mittan av maj hade de japanska styrkorna kontroll över alla viktiga delar av kinesiska muren i Hebei.
31 maj 1933 skrevs vapenvilan i Tanggu som resulterade i en demilitariserad zon mellan Peking och kinesiska muren.